# Tāna
Tāna, thaana eller taana (ތާނަ) är ett modernt skriftsystem för divehi, ett språk som talas på Maldiverna. Tāna är också ett unik skriftsystem som används bara divehi. Det har drag av att vara både abugida (diakritiska vokaltecken samt ett tecken som markerar avsaknad av vokal) och alfabet (alla vokaler skrivs ut). Konsonanterna är baserade på arabiska och indiska siffror medan vokalerna bygger på vokaltecknen i den arabiska abjaden. Ortografin är mestadels fonematisk.
Tāna dök upp på Maldiverna för första gången på 1700-talet och dess uppfinnare känns inte till. Också namnets "tāna" exakta ursprung är okänt. Skriften utvecklades, bland annat genom att bokstäverna kom att lutas 45 grader, och kom så småningom att ersätta den äldre dhives akuru-skriften.
Tāna, liksom arabiska, skrivs från höger till vänster. Konsonanter måste bära ett vokaltecken eller ett sukun (som markerar avsaknad av vokal). Enda undantaget är nūnu som, när den skrivs utan diakritisk tecken, markerar prenasalisering av den följande klusilen.
Bokstaven alifu har inget eget ljudvärde och används för tre olika ändamål.
- Den kan agera vokalbärare.
- Med ett sukun markerar den att den följande konsonanten ska förlängas. Förlängning av nasaler skrivs dock som ett nūnu med sukun.
- Alifu med sukun i slutet av ett ord står för /eh/.

## Ursprung
Tānas ursprung är unikt bland världens skriftspråk: de första nio bokstäverna är baserade på arabiska siffror och de följande nio på lokala indiska siffror. De övriga, som används för lånord, består av bokstäver med liknande uttal som försetts med diakritiska tecken. Undantaget är yaa som är av okänt ursprung.
Bokstavsordningen följer varken den hos indisk eller hos arabisk skrift. Det finns inte heller någon form av logik bakom. Då skriften till en början primärt användes för magiska ramsor så är en teori att ordningen beror på försök att hemlighålla skriften. Med tiden kom dock de lärda männen på öarna att börja använda skriften också i vardagliga sammanhang.
I mitten av 70-talet införde den maldiviska staten telex-maskiner. Detta sågs som ett stort tekniskt framsteg och eftersom meddelande bara kunde skrivas med det latinska alfabetet så sågs tāna som ett hinder för denna utveckling.
Ett translittereringssystem togs fram 1976 och infördes snabbt som officiell skrift. Systemet använde sig av bokstaven <h> på ett omdömeslöst sätt för icke-aspirerade ljud – stick i stäv med etablerade system för indiska språk. På samma sätt ignorerades etablerade normer för vissa arabiska språkljud. De långa vokalerna <ee> och <oo> lånades från engelskan för att representera långt i respektive u – resultatet är följaktligen att långt e och o skrivs som <ey> och <oa>.
Den amerikanska antropologen Clarence Maloney, som befann sig på Maldiverna vid tiden för bytet, beklagade inkonsekvensen i dhivehi letin och undrade varför ett modernt etablerat system som IAST inte övervägts.
Tāna återinfördes av president Maumoon Abdul Gayoom år 1978. Det latinska translittereringssystemet åtnjuter dock också en utbredd användning.

## Konsonanter
| Tāna | namn       | latinsk    | uttal      |
| ---- | ---------- | ---------- | ---------- |
| ހ    | haa        | h          | [h]        |
| ށ    | sha viyani | sh         | [ʂ]        |
| ނ    | noonu      | n          | [n̪]        |
| ރ    | raa        | r          | [ɾ]        |
| ބ    | baa        | b          | [b]        |
| ޅ    | lha viyani | lh         | [ɭ]        |
| ކ    | kaafu      | k          | [k]        |
| އ    | alifu      | se artikel | se artikel |
| ވ    | vaavu      | v          | [v]        |
| މ    | meemu      | m          | [m]        |
| ފ    | faafu      | f          | [f]        |
| ދ    | dhaalu     | dh         | [d̪]        |
| ތ    | thaa       | th         | [t̪]        |
| ލ    | laamu      | l          | [l]        |
| ގ    | gaafu      | g          | [g]        |
| ޏ    | gna viyani | gn         | [ɲ]        |
| ސ    | seenu      | s          | [s̺]        |
| ޑ    | da viyani  | d          | [ɖ]        |
| ޒ    | za viyani  | z          | [z̺]        |
| ޓ    | ta viyani  | t          | [ʈ]        |
| ޔ    | yaa        | y          | [j]        |
| ޕ    | pa viyani  | p          | [p]        |
| ޖ    | ja viyani  | j          | [ɟ]        |
| ޗ    | cha viyani | ch         | [c]        |
| ޘ    | ttaa       | th         | [θ]        |
| ޙ    | hhaa       | ḥ          | [ħ]        |
| ޚ    | khaa       | kh         | [x]        |
| ޛ    | thaalu     | dh         | [ð]        |
| ޜ    | zaa        | z          | [z]        |
| ޝ    | sheenu     | sh         | [ʃ]        |
| ޢ    | ainu       | ʿ          | [ʕ]        |
| ޣ    | ghainu     | gh         | [ɣ]        |
| ޤ    | qaafu      | q          | [q]        |
| ޥ    | waavu      | w          | [w]        |
| ޞ    | saadhu     | ṣ          | [sˤ]       |
| ޟ    | daadhu     | ḍ          | [dˤ]       |
| ޠ    | to         | ṭ          | [tˤ]       |
| ޡ    | zo         | ẓ          | [zˤ]       |

## Vokaler
| Tāna | namn       | latinsk    | uttal      | Tāna | namn       | latinsk | uttal |
| ---- | ---------- | ---------- | ---------- | ---- | ---------- | ------- | ----- |
| އަ    | aba fili   | a          | [a]        | އާ    | aabaa fili | aa      | [a:]  |
| އި    | iibii fili | i          | [i]        | އީ    | eebee fili | ee      | [i:]  |
| އު    | ubu fili   | u          | [u]        | އޫ    | ooboo fili | oo      | [u:]  |
| އެ    | ebe fili   | e          | [e]        | އޭ    | eybey fili | ey      | [e:]  |
| އޮ    | obo fili   | o          | [ɔ]        | އޯ    | oaboa fili | oa      | [ɔ:]  |
| އް    | sukun      | se artikel | se artikel |      |            |         |       |